# Pseudocercospora bradburyae
Pseudocercospora bradburyae är en svampart som först beskrevs av E. Young, och fick sitt nu gällande namn av Deighton 1976. Pseudocercospora bradburyae ingår i släktet Pseudocercospora och familjen Mycosphaerellaceae.   Inga underarter finns listade i Catalogue of Life.